# ميسيل اولسن
ميسيل اولسن (بالإنجليزية: Angel Olsen)‏ هي كاتبة غنائية ومغنية وعازفة قيثارة أمريكية، ولدت في 22 يناير 1987 في سانت لويس في الولايات المتحدة.

## وصلات خارجية
- الموقع الرسمي
- ميسيل اولسن على موقع IMDb (الإنجليزية)
- ميسيل اولسن على موقع ميوزك برينز (الإنجليزية)
- ميسيل اولسن على موقع أول ميوزيك (الإنجليزية)
- ميسيل اولسن على موقع ديسكوغز (الإنجليزية)
- ميسيل اولسن على موقع قاعدة بيانات الفيلم (الإنجليزية)